# Berek (Kroatien)
Berek ist eine kroatische Gemeinde in der Gespanschaft Bjelovar-Bilogora. Verwaltungssitz ist der gleichnamige Hauptort mit knapp 500 Einwohnern.
Die Gemeinde Berek hatte 2001 etwa 1700 Einwohner, 90 % von ihnen waren Kroaten. Innerhalb von zehn Jahren sank die Einwohnerzahl unter 1500.